# Вальтер Самуель
Вальтер Адріан Самуель (ісп. Wálter Adrián Samuel, 23 березня 1978, Фірмат) — аргентинський футболіст, центральний захисник футбольного клубу «Базель» та, в минулому, збірної Аргентини.
Прізвище Вальтера при народженні — Лухан (ісп. Luján). Він народився від матері-одиначки, і в підлітковому віці вирішив взяти прізвище вітчима — Самуель.

## Біографія

### Клуби
Самуель почав кар'єру в «Ньюеллс Олд Бойз», а в сезоні 1996 — у віці 18 років — закріпився в основному складі. Завдяки не по роках стабільній грі отримав запрошення від «Бока Хуніорс», куди і перейшов у наступному сезоні.
1997 року, швидко адаптувавшись, Самуель зіграв важливу роль у тріумфальній кампанії «Бока Хуніорс» у сезоні 1998/99. У наступному році клуб виграв Кубок Лібертадорес, здолавши у фіналі «Палмейрас» по пенальті.
Влітку 2000 року Самуель перебрався в «Рому», яка віддала за нього 19,8 млн. євро, команда ж зайняла шосте місце в серії А. Рік по тому римляни виграли перший «скудетто» за 18 років, а аргентинець, який замінив ветерана Алдаїра, пропустив всього три зустрічі. У наступному сезоні «Рома» поступилася чемпіонським титулом «Ювентусу» лише в останньому турі.
Сезон 2002/03 склався для римлян не надто вдало — клуб зайняв друге місце, відставши від «Мілана» на 11 очок. Самуель же грав чудово, а його команда пропустила всього 19 голів. Така статистика не могла не привернути увагу «Реала», що віддав за південноамериканця 25 млн євро в травні того ж року. Однак у «королівському» клубі Самуелю заграти на тому ж рівні не вдалося. 30 матчів у Примері вистачило керівництву, щоб ухвалити рішення про продаж футболіста. 2005 року він повернувся до Італії, але вже в «Інтер».
У перші свої сезони в складі «нерадзуррі» він не завжди потрапляв до основного складу, але при Жозе Моурінью став ключовим гравцем команди. За його безпосередньої участі міланці в сезоні 2009/10 оформили хет-трик, вигравши всі турніри, в яких брали участь. Всього ж на рахунку Самуеля п'ять чемпіонств з «Інтером», три виграних Суперкубки і два Кубки Італії.
Після 9 сезонів в «Інтері» 23 липня 2014 року 36-річний гравець приєднався на умовах однорічного контракту до швейцарського «Базеля».

### Збірна
Завоювавши золото юнацького чемпіонату світу 1997 року у складі команди Аргентини, Самуель оформив дебют за дорослу збірну в поєдинку з Венесуелою у лютому 1999 року. Незабаром він пробився в «основу» і провів три поєдинки на чемпіонаті світу 2002. Спортсмен не поїхав на Олімпійські ігри 2004 через вікові обмеження, але регулярно виступав у відбірковій кампанії ЧС-2006. 2010 року потрапив у заявку на чемпіонат світу 2010, на якому зіграв два матчі.

## Досягнення
- Чемпіон світу серед молоді (до 20 років) (1997)
- Чемпіон Південної Америки (U-20): 1997
- Переможець Кубка Лібертадорес (1):

Бока Хуніорс: 2000
- Чемпіон Італії (6):

Рома: 2000-01
Інтернаціонале: 2005-06, 2006-07, 2007-08, 2008-09, 2009-10
- Чемпіон Швейцарії (2):

Базель: 2014-15, 2015-16
- Володар Кубка Італії (3):

Інтернаціонале: 2005-06, 2009-10, 2010-11
- Володар Суперкубка Італії (5):

Рома: 2001
Інтернаціонале: 2005, 2006, 2008, 2010
- Переможець Ліги чемпіонів УЄФА (1):

Інтернаціонале: 2009-10
- Переможець Клубного чемпіонату світу (1):

Інтернаціонале: 2010